# Krim-khanatet
Krim-khanatet var et krim-tatarisk khanat, som opstod på Krim-halvøen ved opdelingen af Den Gyldne Horde år 1430 og som bestod frem til den russiske erobring i 1783. Khanatets hovedstad var Bakhtjisaraj.
Samtidig med andre folkeslag havde tyrkiske stammer, som tilsammen med mongolske stammer udgør grunden for krimtatarerne, levet rundt om halvøen siden hunnernes tid. I 1200-tallet etablerede de sig i de nordlige og centrale dele af halvøen. Blandt disse tyrkiske folk fandtes en lille befolkning, karaimer, som fortrinsvis levede omkring fortet Çufut Qale (tillige Qırq Yer).
Islam vandt udbredelse på halvøen år 1315.
Da Den Gyldne Horde svækkedes efter nederlaget til Timur Lenk i 1395, voksede ønsket om selvstændighed. Efter 1400 inviterede de lokale separatister en efterkommer af Djengis Khan og udfordrer til Den Gyldne Hordes trone, Hacı Giray, til at blive deres khan. Hacı Giray tog imod deres invitation og rejste fra sit eksil i Storfyrstendømmet Litauen. Han kæmpede for uafhængighed mod Horde 1420-1441, og opnåede i sidste ende at succes. Efter udråbelsen til khan i 1449 flyttede han sin residens fra Qırım, og han og hans efterfølgere regerede Krim-halvøen og dens omgivelser (undtagen den sydlige og sydvestlige kyst og havne, der var under genuesisk kontrol) fra hovedstaden Qırq Yer (i dag en del af Bakhtjisaraj) på det centrale Krim.
De genuesiske handelssteder på halvøen erobredes 1475 af den osmanniske general Gedik Ahmet Pascha, under sultan Mehmed 2.'s regering, og den krimske khanen Mengli Giray, som havde håbet at kunne bevare sin selvstændighed, blev fordrevet. Krim-khanatet blev tvunget af acceptere osmannisk overherredømme, og fra og med 1478 var de krimske khaner nominelt underlagte som vasaller under Det Osmanniske rige. Mengli Giray kom siden atter til magten efter, at han havde erkendt vasalskab til sultanen, accepteret at betale tribut og at mobilisere på sultanens forlangende. Således var krimtatarerne i årene 1497-1498 på osmannisk anmodning behjælpelige ved besejringen af de polske tropper, som var trængt ind i Moldavien.
1502 besejrede Krim-khanatet den sidste khan over Den Gyldne Horde, hvilket åbnede vejen for Zarruslands erobringer af Kazan-khanatet 1552 og Astrakhan-khanatet 1556. Krim-khanatet skal have hjulpet den fremtidige osmanniske sultan Selim 1. med at 1511 få en postering som provinsguvernør, som banede vej for hans tronbestigelse året efter, og gav ham desuden tropper til hans ekspansionskrige.
1569 angreb khanatet Astrakhan, som da var under russisk overhøjhed. 1571 anførte Mohamed Khairi efter ordre fra khan Devlet 1. Giray en krimtatarisk horde i et hærtog nordpå mod Rusland, og Moskva udplyndredes; man lod byen afbrænde, afkrævede tribut af den russiske zar og skal have taget 100.000 fanger. I 1500- og 1600-tallet blev Ukraine angrebet, og sammenlagt henved to millioner rekrutter og krigsfanger blev taget med tilbage til Krim; disse angreb blev mødt med modstand fra zaporogerne (tillige kaldet zaporozje-kosakkerne efter deres bosættelse rundt om byen Zaporizjzja). År 1578 understøttede krimtatarerne den osmanniske hær i krigen mod Persien.
I 1600-tallet blev Rusland stadig mægtigere, og i 1678 blev halvøen belejret af russiske tropper; i 1697 erobredes Perekop. 1736 invaderedes halvøen af russerne, og Bakhtjisaraj hærgedes. Den osmanniske dominans over krim-khanerne varede frem til 1774, hvor osmannerne efter den russisk-osmanniske krig 1768-1774 blev tvunget til at afstå magten over halvøen ved freden i Kutschuk-Kainardji.
Efter at de var blevet besejret af Aleksandr Suvorov i 1777, kom krim-khanerne under russisk overhøjhed. Indvandringen af kristne ukrainere, grækere og armeniere til Krim førte til økonomisk sammenbrud og borgerkrig mellem khanerne. År 1783 annekteredes Krim af Katharina 2., "fra nu af og for al fremtid"; dette anerkendtes af Det Osmanniske Rige ved freden i Jassy 1792 (1791 i henhold til den julianske kalender).

## Regenter
| Regeringstid                 | Khanens navn                      | Noter                             |
| ---------------------------- | --------------------------------- | --------------------------------- |
| cirka 1427 eller 1441 - 1456 | Haci I Giray                      | Første regeringsperiode           |
| 1456                         | Hayder                            |                                   |
| 1456-1466                    | Haci I Giray                      | Anden regeringsperiode            |
| 1466-1467                    | Nur Devlet                        | Første regeringsperiode           |
| 1467                         | Meñli I Giray                     | Første regeringsperiode           |
| 1467-1469                    | Nur Devlet                        | Anden regeringsperiode            |
| 1469-1475                    | Meñli I Giray                     | Anden regeringsperiode            |
| 1475-1476                    | Nur Devlet                        | Tredje regeringsperiode           |
| 1476-1478                    | Dynastiet midlertidigt fordrevet. | Dynastiet midlertidigt fordrevet. |
| 1478-1515                    | Meñli I Giray                     | Tredje regeringsperiode           |
| 1515-1523                    | Mehmed I Giray                    |                                   |
| 1523-1524                    | Ğazı I Giray                      |                                   |
| 1524-1532                    | Saadet I Giray                    |                                   |
| 1532                         | İslam I Giray                     |                                   |
| 1532-1551                    | Sahib I Giray                     |                                   |
| 1551-1577                    | Devlet I Giray                    |                                   |
| 1577-1584                    | Mehmed II Giray                   |                                   |
| 1584                         | Saadet II Giray                   |                                   |
| 1584-1588                    | İslam II Giray                    |                                   |
| 1588-1596                    | Ğazı II Giray                     | Første regeringsperiode           |
| 1596                         | Fetih I Giray                     |                                   |
| 1596-1607                    | Ğazı II Giray                     | Anden regeringsperiode            |
| 1607-1608                    | Toqtamış Giray                    |                                   |
| 1608-1610                    | Selamet I Giray                   |                                   |
| 1610-1623                    | Canibek Giray                     | Første regeringsperiode           |
| 1623-1628                    | Mehmed III Giray                  | †                                 |
| 1628-1635                    | Canibek Giray                     | Anden regeringsperiode            |
| 1635-1637                    | İnayet Giray                      |                                   |
| 1637-1641                    | Bahadır I Giray                   |                                   |
| 1641-1644                    | Mehmed IV Giray                   | Første regeringsperiode           |
| 1644-1654                    | İslam III Giray                   |                                   |
| 1654-1666                    | Mehmed IV Giray                   | Anden regeringsperiode            |
| 1666-1671                    | Adil Giray                        |                                   |
| 1671-1678                    | Selim I Giray                     | Første regeringsperiode           |
| 1678-1683                    | Murad Giray                       |                                   |
| 1683-1684                    | Hacı II Giray                     |                                   |
| 1684-1691                    | Selim I Giray                     | Anden regeringsperiode            |
| 1691                         | Saadet III Giray                  |                                   |
| 1691-1692                    | Safa Giray                        |                                   |
| 1692-1699                    | Selim I Giray                     | Tredje regeringsperiode           |
| 1699-1702                    | Devlet II Giray                   | Tredje regeringsperiode           |
| 1702-1704                    | Selim I Giray                     | Fjerde regeringsperiode           |
| 1704-1707                    | Ğazı III Giray                    |                                   |
| 1707-1708                    | Qaplan I Giray                    | Tredje regeringsperiode           |
| 1709-1713                    | Devlet II Giray                   | Anden regeringsperiode            |
| 1713-1715                    | Qaplan I Giray                    | Anden regeringsperiode            |
| 1716-1717                    | Devlet III Giray                  |                                   |
| 1717-1724                    | Saadet IV Giray                   |                                   |
| 1724-1730                    | Meñli II Giray                    | Første regeringsperiode           |
| 1730-1736                    | Qaplan I Giray                    | Tredje regeringsperiode           |
| 1736-1737                    | Fetih II Giray                    |                                   |
| 1737-1740                    | Meñli II Giray                    | Tredje regeringsperiode           |
| 1740-1743                    | Selamet II Giray                  |                                   |
| 1743-1748                    | Selim II Giray                    |                                   |
| 1748-1756                    | Arslan Giray                      | Første regeringsperiode           |
| 1756-1758                    | Halim Giray                       |                                   |
| 1758-1764                    | Qırım Giray                       | Første regeringsperiode           |
| 1765-1767                    | Selim III Giray                   | Første regeringsperiode           |
| 1767                         | Arslan Giray                      | Anden regeringsperiode            |
| 1767-1768                    | Maqsud Giray                      |                                   |
| 1768-1769                    | Qırım Giray                       | Anden regeringsperiode            |
| 1769-1770                    | Devlet IV Giray                   | Første regeringsperiode           |
| 1770                         | Qaplan II Giray                   |                                   |
| 1770-1771                    | Selim III Giray                   | Anden regeringen                  |
| 1771-1775                    | Sahib II Giray                    | †                                 |
| 1775-1777                    | Devlet IV Giray                   | Anden regeringsperiode            |
| 1777-1782                    | Şahin Giray                       | Første regeringsperiode           |
| 1782                         | Bahadır II Giray                  |                                   |
| 1782-1783                    | Şahin Giray                       | Anden regeringsperiode            |

## Befolkningsgruppen krim-tartarer
Efterkommerne af befolkningen i Krim-khanatet kaldes for krim-tartarer og udgør en betydelig del af den nuværende befolkning på Krim-halvøen.
De blev dog deporteret til centralasien, da Sovjetunionen erobrede Krim fra tyskerne i 1944 under anden verdenskrig, men en del kom tilbage efter Sovjetunionens opløsning i starten af 1990'erne.